# Championnat de Bulgarie de football 1942
Navigation
Saison précédente Saison suivante
La saison 1942 du Championnat de Bulgarie de football était la 18e édition du championnat de première division en Bulgarie. Elle déroule sous forme de coupe à, élimination directe en matchs aller et retour. Les équipes de Macédoine du Vardar, de Thrace occidentale et Macédoine grecque sont incorporées au championnat, du fait du passage de ces régions sous l'administration bulgare durant la Seconde Guerre mondiale.
L'édition 1942 est remportée par le PFK Levski Sofia qui bat en finale un club de Macédoine, le FK Makedonia Skopje. C'est le 3e titre de champion de Bulgarie de l'histoire du club.

## Compétition

### Premier tour
| Équipe 1                  | Résultat | Équipe 2                     |
| ------------------------- | -------- | ---------------------------- |
| Ticha Varna               | 4 - 0    | Tsar Boris III Dobrich       |
| Han Kubrat Popovo         | 1 - 2    | Pobeda Varna                 |
| Knyaginya Maria Luisa Lom | 3 - 1    | Botev Sofia                  |
| Atletik Dupnitsa          | 1 - 0    | Knyaz Kiril Preslavski Sofia |
| Botev Plovdiv             | 2 - 5    | PFK Levski Sofia             |
| Botev Haskovo             | 1 - 4    | Sportsclub Plovdiv           |
| SP 39 Pleven              | 0 - 1    | ZhSK Sofia                   |
| ZhSK Skopje               | 8 - 0    | Gotse Delchev Prilep         |
| PFC Slavia Sofia T        | 6 - 0    | Georgi Drazhev Yambol        |
| Makedonia Bitolya         | 4 - 1    | FK Vardar Skopje             |

### Deuxième tour
| Équipe 1           | Résultat | Équipe 2                  |
| ------------------ | -------- | ------------------------- |
| Ticha Varna        | 4 - 0    | ZhSk Ruse                 |
| Pobeda Varna       | 4 - 0    | Knyaginya Maria Luisa Lom |
| Sportsclub Plovdiv | 0 - 2    | FK Makedonia Skopje       |
| ZhSK Sofia         | 3 - 0    | ZhSK Skopje               |
| PFC Slavia Sofia T | 1 - 0    | Makedonia Bitolya         |
| PFK Levski Sofia   | 5 - 2    | Atletik Dupnitsa          |

### Quarts de finale
| Équipe 1            | Résultat | Équipe 2           | Aller | Retour | Appui1 | Appui2     |
| ------------------- | -------- | ------------------ | ----- | ------ | ------ | ---------- |
| PFK Levski Sofia    | 6 - 0    | Ticha Varna        | 4 - 0 | 2 - 0  |        |            |
| Pobeda Varna        | 2 - 4    | PFC Slavia Sofia T | 1 - 1 | 0 - 0  | 0 - 0  | 1 - 3 a.p. |
| FK Makedonia Skopje | 6 - 1    | ZhSK Sofia         | 3 - 1 | 3 - 0  |        |            |

### Demi-finale
| Équipe 1            | Résultat | Équipe 2           | Aller | retour |
| ------------------- | -------- | ------------------ | ----- | ------ |
| FK Makedonia Skopje | 5 - 4    | PFC Slavia Sofia T | 5 - 1 | 0 - 3  |

### Finale
| Équipe 1            | Résultat | Équipe 2         | Aller | Retour |
| ------------------- | -------- | ---------------- | ----- | ------ |
| FK Makedonia Skopje | 0 - 3    | PFK Levski Sofia | 0 - 2 | 0 - 1  |

## Bilan de la saison
| Championnat de Bulgarie de football 1942 |                             |
| Champion                                 | PFK Levski Sofia (3e titre) |
| Coupes et trophées                       |                             |
| Vainqueur de la Coupe de Bulgarie 1942   | PFK Levski Sofia            |
| Promotions et relégations                |                             |
| Promus en A PFL                          | Aucun                       |
| Relégués en B PFL                        | Aucun                       |